# Janusz Dominik Zenowicz
Janusz Dominik Deszpot Zenowicz herbu własnego – podkomorzy połocki od 1679 roku, wojski wileński od 1674 roku.
Poseł sejmiku połockiego na sejm 1685 roku.
Był elektorem Augusta II Mocnego z województwa połockiego w 1697 roku.